# クロム酸アンモニウム
クロム酸アンモニウム（クロムさんアンモニウム、英 ammonium chromate）は化学式(NH4)2CrO4で表される無機化合物。

## 合成
濃厚な三酸化クロムの水溶液（クロム酸）にアンモニア水を加えて塩基性とし、寒剤で冷却すると黄色の結晶が析出する。
{\displaystyle {\ce {2NH3 + CrO3 + H2O -> (NH4)2CrO4}}}

## 性質
水に可溶で、水溶液は橙赤色で無臭の液体。長期保存により分解し、アンモニアを生じる。触媒、媒染剤、防錆剤などとして用いられる。
180℃程度の加熱でアンモニアを放出して二クロム酸アンモニウムを生成し、さらに加熱すると激しく分解して酸化クロム(III)が残る。
{\displaystyle {\ce {2(NH4)2CrO4 -> (NH4)2Cr2O7 + 2NH3 + H2O}}}
{\displaystyle {\ce {(NH4)2CrO4 -> Cr2O3 + N2 + 4H2O}}}

## 安全性
六価クロム化合物であり、人体に対し毒性及び発癌性がある。吸入により喘息や呼吸困難を、皮膚や目への接触により重篤な薬傷を生じる。不燃性であるが、加熱により分解し、有毒で刺激性のあるガスが発生する。日本の毒劇法上の劇物、化学物質管理促進法上の特定第1種指定化学物質のほか、水質汚濁防止法・土壌汚染対策法でそれぞれ有害物質・特定有害物質に指定されている。万一漏洩した場合は、硫酸鉄(II)等で還元したのち炭酸ナトリウムなどで中和し、大量の水で洗い流す。